# Appendicula fasciculata
Appendicula fasciculata är en orkidéart som beskrevs av Johannes Jacobus Smith. Appendicula fasciculata ingår i släktet Appendicula och familjen orkidéer. Inga underarter finns listade i Catalogue of Life.